# Diecéze Roermond
Diecéze Roermond (latinsky Dioecesis Ruremundensis) je římskokatolická diecéze v Nizozemsku, která je sufragánní diecézí metropole v Utrechtu. Katedrálním kostelem je dóm sv. Kryštofa v Roermondu, území diecéze se kryje s územím nizozemské provincie Limburg. Současným roermundským biskupem je Hendrikus Smeets.

## Stručná historie
V roce 1559 bylo z území arcidiecéze kolínské a diecéze lutyšské vyčleněna Diecéze Roermond. Zrušena byla v roce 1801, ale již v roce 1840 byl zřízen apoštolský vikariát Limburg, který se roku 1853 stal obnovenou diecézí roermondskou.